# قائمة الكنوز الوطنية اليابانية (الوثائق القديمة)

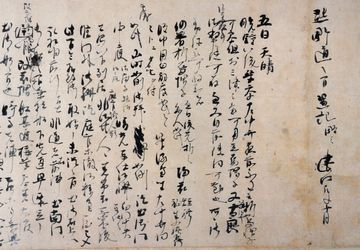
شكل القطع الأثرية المنقوشة في بداية العصر المسيحي.

مصطلح الكنز الوطني استخدم في اليابان للدلالة على الممتلكات الثقافية منذ عام 1897، التعريف والمعايير تغيرت منذ تقديم هذا المصطلح. هذه الوثائق القديمة تلتزم بالتعريف الحالي، وقد تم تحديد الكنوز الوطنية منذ أن دخل القانون من أجل حماية الممتلكات الثقافية حيز التنفيذ في 9 يونيو 1951، ويتم اختيار العناصر عن طريق وكالة الشؤون الثقافية، وهي هيئة خاصة تابعة لوزارة التعليم والثقافة والرياضة والعلوم والتكنولوجيا، بناءًا على «قيمتها التاريخية أو الفنية العالية خاصة». الوثائق الأثرية هي واحدة من ثلاث عشرة فئة للكنوز الوطنية المعترف بها من قبل الوكالة.

## نبذة تاريخية
تقدم اللائحة 60 وثيقة أو مجموعة من الوثائق بدءًا من اليابان الكلاسيكية إلى أوائل اليابان الحديثة، من فترة أسوكا لفترة ميجي. العدد الفعلي للعناصر أكثر من 60 وذلك بسبب دمج المواضيع ذات الصلة ببعضها في مدخل واحد، وتحتوي القائمة على عناصر من نوع مختلف مثل الرسائل واليوميات والسجلات أو كتالوجات والشهادات والمراسيم الإمبراطورية والوصايا والخرائط.
الوثائق تسجل بدايات الحكومة اليابانية والبوذية بما في ذلك الاتصال اليابانى المبكر مع الصين، والتنظيم للدولة والحياة في البلاط الإمبراطوري الياباني، والذين يقيمون في 14 مدينة يابانية في المعابد والمتاحف والمكتبات أو المحفوظات والأضرحة والجامعات وضمن مجموعات خاصة، ونجد أن معظم المداخل في القائمة تقع في كيوتو. والوثائق في هذه القائمة كانت تصنع في الغالب بفرشاة الكتابة على الورق، وفي كثير من الحالات، تعرض أمثلة مهمة  لفن الخط.
الكتابة فعلياً قدمت إلى اليابان من الصين في شكل القطع الأثرية المنقوشة في بداية العصر المسيحي، على سبيل المثال البعض منها قد تم تعيينها ككنوز أثرية وطنية، وتشمل القطع النقدية للعهد وانغ مانغ (8-25 م)، وختم ذهب القرن الأول من Shikanoshima، وسيف حديدي من نهايات القرن الثاني من ركام قبر Tōdaijiyama، وسيف السبعة أفرع مع نقش من 369 وعدد كبير من مرايا البرونز أقدمها تم تأريخه للقرن الثالث. كل هذه القطع الأثرية تعود أصولها للقارة وعلى الأرجح للصين، ومع ذلك،  قد لا يكون تم الاعتراف بالنقوش المرسومه عليها ككتابة ولكن بدلا من ذلك قد يكون هناك خطأ في الزخرفة من قبل اليابانيين. عندما صنعوا اليابانيون لاحقاً نسخ من المرايا الصينية الأصلية محلياً، فإنهم قد واصلوا الاعتقاد بأن النقوش الكتابية مجرد ديكور.
جاء مفهوم الكتابة إلى اليابان من المملكة الكورية لبايك جي في شكل الكتب الصينية الكلاسيكية المرجح أنها مكتوبة على الورق وعلى شكل لفائف مخطوطة (kansubon). هذا ربما حدث في بداية القرن الخامس (حوالي 400 م)، وبالتأكيد خلال القرن السادس. ووفقا للأسطورة قدم الباحث اني لليابان نظام  الكتابة الصينية وكذلك الكونفشيوسية.

### بعض الكنوز الوطنية
أقدم النصوص ذات الأصل الياباني والتي تظهر فهم واضح لمفهوم الكتابة تم تأريخها للقرن الخامس وهي كمعظم النصوص من قبل 700 م نقشت على الحجر أو المعدن. وتشمل الأمثلة ثلاثة كنوز وطنية أثرية: مرآة مزار Suda Hachiman من حوالي القرن الخامس، وهي نسخة رديئة من النسخة الصينية الأصلية، وسيف Inariyama من عام 471 أو 531، وسيف ركام قبر Eta Funayama من حوالي القرن الخامس.
إن الانتقال المفاجئ من عدم الإلمام بالكتابة إلى القراءة وكتابة أعمال معقدة بلغة أجنبية يلزم أن تضمن وتقرأ النصوص اليابانية الأولية من قبل أناس من القارة مثل واني. سيف ال Inariyama هو أيضا أقدم مثال على استخدام man'yōgana، وهو نظام كتابة يستخدم الحروف الصينية لتمثيل اللغة اليابانية. سريعاً بعد إدخال الكتابة، تم تعيين الكتبة للمحافظات "لتسجيل الأحداث وتقديم تقارير عن الأحوال.